# Frankenstein – djävulsk skräck
Frankenstein – djävulsk skräck (originaltitel: Furankenshutain Tai Baragon) är en japansk film från 1965, regisserad av Ishiro Honda.

## Rollista (urval)
- Nick Adams – James Bowen
- Kumi Mizuno – Sueko Togami
- Tadao Takashima – Ken'ichiro Kawaji
- Koji Furuhata – Frankenstein
- Haruo Nakajima – Baragon